# 장정구
장정구(張正九, 1963년 2월 4일~)는 대한민국의 전직 프로 복싱 선수이다.
1983년 세계복싱평의회(WBC) 라이트 플라이급 세계챔피언에 등극한 뒤 15차 방어에 성공했다. 별명은 `짱구'이며 프로 통산 전적은 38승(17KO) 4패이다.
원래 1988년에 은퇴했으나 그 당시 장정구의 첫 아내가 꽃뱀이었다. 그 아내는 처음부터 오직 장정구의 재산만을 노리고 결혼했으며 결혼 이후 친정으로 장정구의 재산을 계속 빼돌렸다. 재산을 거의 다 빼돌리자 장정구와 고의로 불화를 일으켰고 결국 이혼하면서 위자료마저 뜯어내서 장정구를 무일푼의 알거지로 만들고 외국으로 도주했다. 이 때문에 장정구는 1989년 현역으로 복귀를 해야만 했다. 하지만 현역으로 복귀한 3경기 중 2경기는 편파판정으로 판정패를 당했으며 무앙차이 키티카셈과의 경기에서도 똑같은 편파판정이 일어나자 KO승 말고는 답이 없다고 판단해 무리한 공격을 하다가 체력을 너무 빨리 소진해 KO패 당했다.
현재의 부인 이숙경은 전처와는 달리 장정구가 몰락한 것을 알고도 결혼했으며 장정구와의 금슬은 매우 좋다.

## 학력
- 아미초등학교 졸업

## 약력
- 부산 아미동에서 태어남.
- 1980년 11월 17일 프로복싱 데뷔.
- 1982년 9월 18일 일라리오 사파타에 판정패. 세계복싱평의회(WBC) 라이트 플라이급 타이틀 도전 실패.
- 1983년 3월 26일 일라리오 사파타 3회 TKO로 꺾고 WBC 라이트 플라이급 세계챔피언 등극.
- 1988년 6월 27일 오하시 히데유키에 8회 TKO승(고라쿠엔홀). WBC 라이트 플라이급 타이틀 15차 방어 성공. 직후 반납.
- 1989년 8월 27일 링 복귀전.
- 1989년 12월 9일 움베르토 곤잘레스에 WBC 라이트 플라이급 타이틀 재도전하였으나 실패.
- 1990년 11월 24일 라이트플라이급 챔피언 3차 방어전 상대였던 소트 치탈라타(태국. 12회 판정승)에 WBC 플라이급 타이틀 도전하였으나 실패.
- 1991년 5월 18일 무앙차이 키티카셈에 WBC 플라이급 타이틀 재도전. 11회까지 4번의 다운을 빼았으며 선전하였으나, 12회 체력의 급격한 저하로 KO패로 도전 실패. 은퇴.
- 2000년 WBC 선정 '20세기 위대한 복서 25인' 선정.
- 2009년 프로복싱기자협회선정 국제복싱 명예의전당 헌액.

## 기타
- 최요삼의 트레이너를 맡은 적이 있다.

## 같이 보기
- 홍수환
- 박종팔
- 유명우